# Richard Hofmann (Komponist)
Richard Hofmann (* 30. April 1844 in Delitzsch; † 13. November 1918 in Leipzig) war ein deutscher Violinist, Komponist, Arrangeur und Musikpädagoge.

## Leben und Werk
Richard Hofmann war in den Jahren von 1859 bis 1863 Schüler von Raimund Dreyschock und Elßig in Leipzig.
Hofmann wirkte anschließend als Violinist in Berliner Kapellen und ging 1866 zurück nach Leipzig und wurde dort noch im Euterpeorchester Schüler Salomon Jadassohns. Er wurde in Leipzig zudem ein gefragter Musiklehrer. Von 1880 bis 1883 dirigierte er die Singakademie. 1904 wurde er als Professor für Instrumentation am Leipziger Konservatorium eingestellt.
Richard Hofmann schrieb eine Reihe von Spezialschulen für einzelne Orchesterinstrumente. Er schrieb auch Die Musikinstrumente, ihre Beschreibung und Verwendung (Weber’s illustrierte Katechismen XLVII, Leipzig 61903), die Große Violintechnik op. 93–95, die Praktische Instrumentationslehre (7 Teile, Leipzig 1893, 31907–1909 2 Teile, englisch von Robin Humphrey Legge, 1898), den Neuen Führer durch die Violin- und Viola-Literatur (Leipzig 1909) sowie viele instruktive Kompositionen für Klavier, Streich- und Blasinstrumente und weiterhin Die F-Trompete im 2. Brandenburgischen Konzert von Johann Sebastian Bach (Bach-Jahrbuch XIII, 1916). Hofmann war bekannt für seine zahlreichen Arrangements von beliebten Melodien für verschiedene Besetzungen, die sogenannten „Hofmann-Ensembles“.
Bekannte Schüler von Richard Hofmann waren George Strong, Donald Heins, Jean Paul Kürsteiner, Frank Welsman und Richard Wetz.
Richard Hofmann wurde wie seine Frau Antonie, geborene Methe (1861–1931), im Metheschen Erbbegräbnis in der IX. Abteilung des Neuen Johannisfriedhofs beerdigt.

## Diskografie
- Richard Hofmann: 15 Etüden, Op.87 für Bratsche - Marco Misciagna, Bratsche - Label: MM - MM02 - 2024[2]